# Гаральд Клак
Гаральд Клак (бл. 785 — 841 або 852) — конунґ Південної Ютландії і Фюна (можливо також частини Зеландії). Відомий також як Гаральд II Гальфдансон. Прізвисько «Клак» перекладається як «Крук». У франкських хроніках відомий як Геріолд.

## Життєпис
Походження достеменно невідоме. Переважна більшість дослідників вважають його батьком вікінга Гальфдана, який в свою чергу за різними версіями був сином або братом Гаральда Боєзуба з роду Скьйольдунґів або братом Сіґфреда I, що став конунґом у Південній Ютландії після Боєзуба. Також є версія, що Гальфдан був онуком Ейстейна, конунґа Румеріке (сучасна південно-східна Норвегія), що в свою чергу був праонуком свіонського конунга Інг'яльда Підступного. Більш реальною вважається перша гіпотеза.
Після раптової смерті конунґа Геммінґа сприяв оголошенню брата Ануло конунгом. Брав участь у битві проти іншого конунґа Сіґфреда II. У битві загинули обидва конунґи, проте прихильники Ануло здобули перемогу. Гаральд Клак розділив володіння з братом Реґінфредом. Яка саме частина дісталася Гаральду, невідомо. Брати-конунги підтвердили мирний договір 810 року з Франкською імперією. Як заручника відправили до Аахена брата Геммінґа Гальфдансьона.
У 813 році здійснили військовий похід проти держави Вестфолд (південна Норвегія), де взяли данину. Того ж року проти братів виступили сини колишнього конунґа Ґодфреда, які завдали поразки Гаральду Клаку і Реґінфреду. Внаслідок цього вони змушені були тікати. Конунґом став Горік I. В 814 році, згідно з «Анналами королівства франків» Гаральд з братом спробував повернути владу, але зазнав поразки, в якій Реґінфред загинув, а Гаральд знову змушений був тікати.
Того ж року прибув до двору імператора Людовика I Побожного. Останній наказав своїм васалам — саксам і ободритам надати допомогу Гаральду. Втім спроба 815 року виявилася невдалою — незважаючи на захоплення Ангельна (землі англів) і Сілленде з містом Рібе, Горік I відступив на острів (ймовірно Фюн), звідки діяв проти Гаральда, який без потужного флоту не мав змоги дати відсіч. Гаральд Клак змушений був повернутися до імператора, який проводив рейхстаг в Падербоні. Наступна спроба Гаральда відновити владу у 817 році також виявилася невдалою.
У 819 році за підтримки ободритів зумів змусити Горіка I та його братів розділити владу. Якою частиною володів Гаральд, невідомо (за різними версіями частиною Ютландії або Фюном). Згідно з «Анналами королівства франків» 822 року Гаральд Клак управляв спільно з Горіком I та його братами. Було розпочато християнізацію данів, про що свідчить результати місії реймського архієпископа Еббо в 822—823 роках. У 823 році Гаральда було повалено й він звертався по допомогу до франкського імператора з приводу конфлікту зі своїм співправителем. Ймовірно, тоді ж або 824 року вигнано з Ютландії або Зеландії.
У 826 році Гаральд з родиною та 400 вояками охрестився в Майнці, отримавши від імператора багато подарунків. Але того ж року знову втратив владу. Тому отримав феод у Фризії з містом Дорестад (деякі дослідники розглядають його як графа Фризії). Завданням Гаральда було захист узбережжя імперії від нападів данців. Невдовзі зумів повернути владу в Ютландії, поваливши Горіка I. Гаральд Клак привів з собою місіонера Ансґара. Було зведено церкву в Хедебю та школу для хлопчиків.
У 827 році його знову було повалено Горіком I. Свої спроби повернути владу Гаральд не припиняв до 829 року, проте марно. Він знову повернувся до Східної Фризії, закріпившись в Рюстрінґені, звідки діяв проти данів Горіка I. Тривалий час залишався впливовою політичною особою у прикордонні з Ютландією. За різними версіями помер 841 року або його вбив 852 року франкський граф за підозрою у змові. Його син Ґодфред успадкував володіння, залишившись на службі у франків.